# Brachycephalus boticario
Brachycephalus boticario é uma espécie de anfíbio da família Brachycephalidae. Endêmica do Brasil, pode ser encontrada no Morro do Cachorro, nos municípios de Blumenau, Gaspar e Luiz Alves, estado de Santa Catarina. O epíteto específico homenageia a Fundação Grupo Boticário de Proteção à Natureza.